# Ablero
Ablero (in greco antico: Ἄβληρος) è un personaggio dell'Iliade menzionato nel sesto libro.

## Il mito

### Le origini
Ablero era un guerriero nemico degli Achei, ma di lui Omero non dice altro, né per quanto riguarda la sua stirpe né per quello che concerne il suo popolo di appartenenza.

### La morte
Ablero fu ucciso in combattimento da Antiloco, che lo trafisse con una lancia.

### Fonti
- Omero, libro VI.